# C. J. Tudor
Pour les articles homonymes, voir Tudor.
Œuvres principales
- L'Homme craie

C.J. Tudor, née Caroline J. Tudor à Salisbury en Angleterre, est une romancière britannique, auteure de romans policiers.

## Biographie
C.J. Tudor est journaliste, scénariste et rédactrice en chef.
En 2018 paraît son premier roman, L'Homme craie, avec lequel elle est lauréate dans la catégorie meilleur premier roman du prix Barry 2019 et du prix Thriller 2019.

## Œuvre

### Romans
- L'Homme craie, Pygmalion, 2018 ((en) The Chalk Man, 2018), trad. Thibaud Eliroff  (ISBN 978-2-7564-2173-5)
- La Disparition d'Annie Thorne, Pygmalion, 2019 ((en) The Hiding Place, 2019), trad. Thibaud Eliroff  (ISBN 978-2-7564-2175-9)Publié également sous le titre The Taking of Annie Thorne
- L'Ombre des autres, Pygmalion, 2021 ((en) The Other People, 2020), trad. Thibaud Eliroff  (ISBN 978-2-7564-3305-9)
- Les Incandescentes, Pygmalion, 2022 ((en) The Burning Girls, 2021), trad. Thibaud Eliroff  (ISBN 978-2-08-024963-0)
- (en) The Drift, 2023
- (en) The Gathering, 2024

### Recueils de nouvelles
- (en) A Sliver of Darkness, 2022

### Nouvelle
- Runaway Blues (2022)

## Prix et distinctions

### Prix
- Prix Barry 2019 du meilleur premier roman pour L'Homme craie[2]
- Prix Thriller 2019 du meilleur premier roman pour L'Homme craie[3]

### Nominations
- Prix Macavity 2019 du meilleur premier roman pour L'Homme craie[4]
- Prix Steel Dagger 2018 pour L'Homme craie[5]
- Prix Dagger de la meilleure nouvelle pour Runaway Blues[5]
- Prix Thriller 2024 du meilleur roman pour The Drift[3]